# Сан-Дієго Чарджерс
«Лос-Анджелес Ча́рджерс» (англ. Los Angeles Chargers) професійна команда з американського футболу розташована в місті Лос-Анджелес в штаті Каліфорнія. Команда є членом Західного дивізіону, Американської футбольної конференції, Національної футбольної ліги.
Команда заснована у 1960 під назвою «Лос-Анджелес Чарджерс» в місті Лос-Анджелес у штаті Каліфорнія. У 1961 році вони переїхали до Сан-Дієго в штаті Каліфорнія, назви були змінили до «Сан-Дієго Чарджерс». До 1969 команда були членом Американської футбольної ліги доки вони вступили до Національної футбольної ліги. 12 січня 2017 року, команда оголосила про свій переїзд в Лос-Анджелес.
З сезону 2017, матчі будуть проводитись на стадіоні СтабХаб Центр, до відкриття у 2019 році стадіону «Los Angeles Stadium at Hollywood Park».
«Чарджерс» досі не виграли жодного Супербол (чемпіонат Американського футболу) (англ. AFC-NFC Super Bowl).

## Посилання

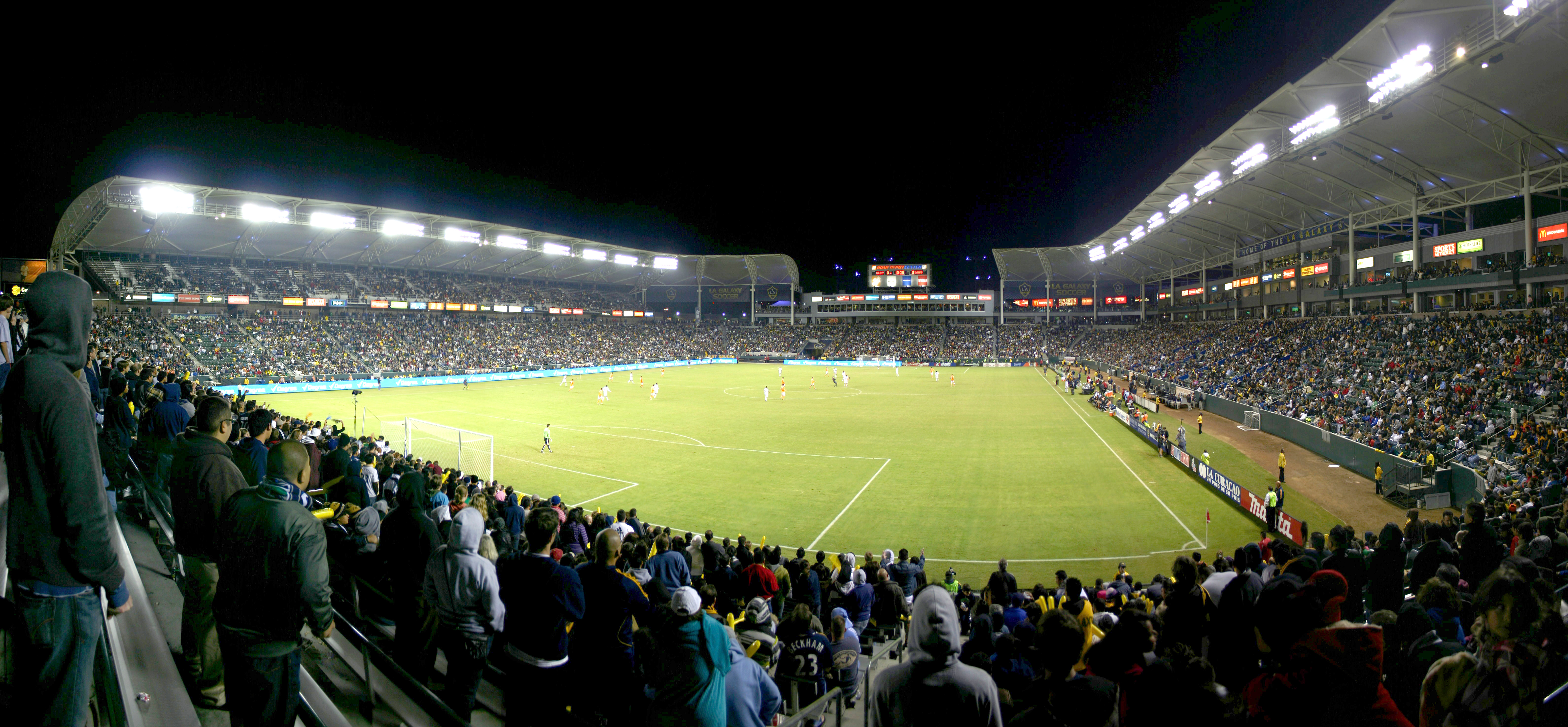
СтабХаб Центр